# Øfjord
Øfjord, grönländska: Ikaasakajik, är en 95 km lång och 4,5 km bred fjord i Kong Christian X Land i östra Grönland som tillhör Sermersooq kommun och är en del av Scoresby sund. Från mynningen i närheten av Bjørne Øer går fjorden huvudsakligen i nordostlig/sydvästlig riktning i omkring 60 km till den böjer av i en mer östlig-västlig riktning i ytterligare 35 km. 
Den namngavs 1891 av Carl Ryder under hans expedition till östra Grönland.